# Tournoi féminin de Singapour de rugby à sept
Ne doit pas être confondu avec Tournoi de Singapour de rugby à sept.
Le Tournoi féminin de Singapour de rugby à sept est une compétition de rugby à sept, qui se déroule à Singapour dans le cadre de la série mondiale féminine de rugby à sept.

## Histoire
Dans le cadre du remaniement du format de la Série mondiale à partir de la saison 2023-2024, avec sept tournois classiques et un tournoi final, ainsi qu'une homogénéisation des calendriers masculin et féminin, le tournoi féminin de Singapour est créé de manière analogue au tournoi masculin.

## Palmarès
| Date            | Stade                     | Cup              | Cup     | Cup       | Cup       |
| Date            | Stade                     | Vainqueur        | Score   | Finaliste | Troisième |
| --------------- | ------------------------- | ---------------- | ------- | --------- | --------- |
| 3 au 5 mai 2024 | Stade national, Singapour | Nouvelle-Zélande | 31 - 21 | Australie | France    |

## Stades
Durant son histoire, le tournoi de Singapour a été organisé dans un seul stade.

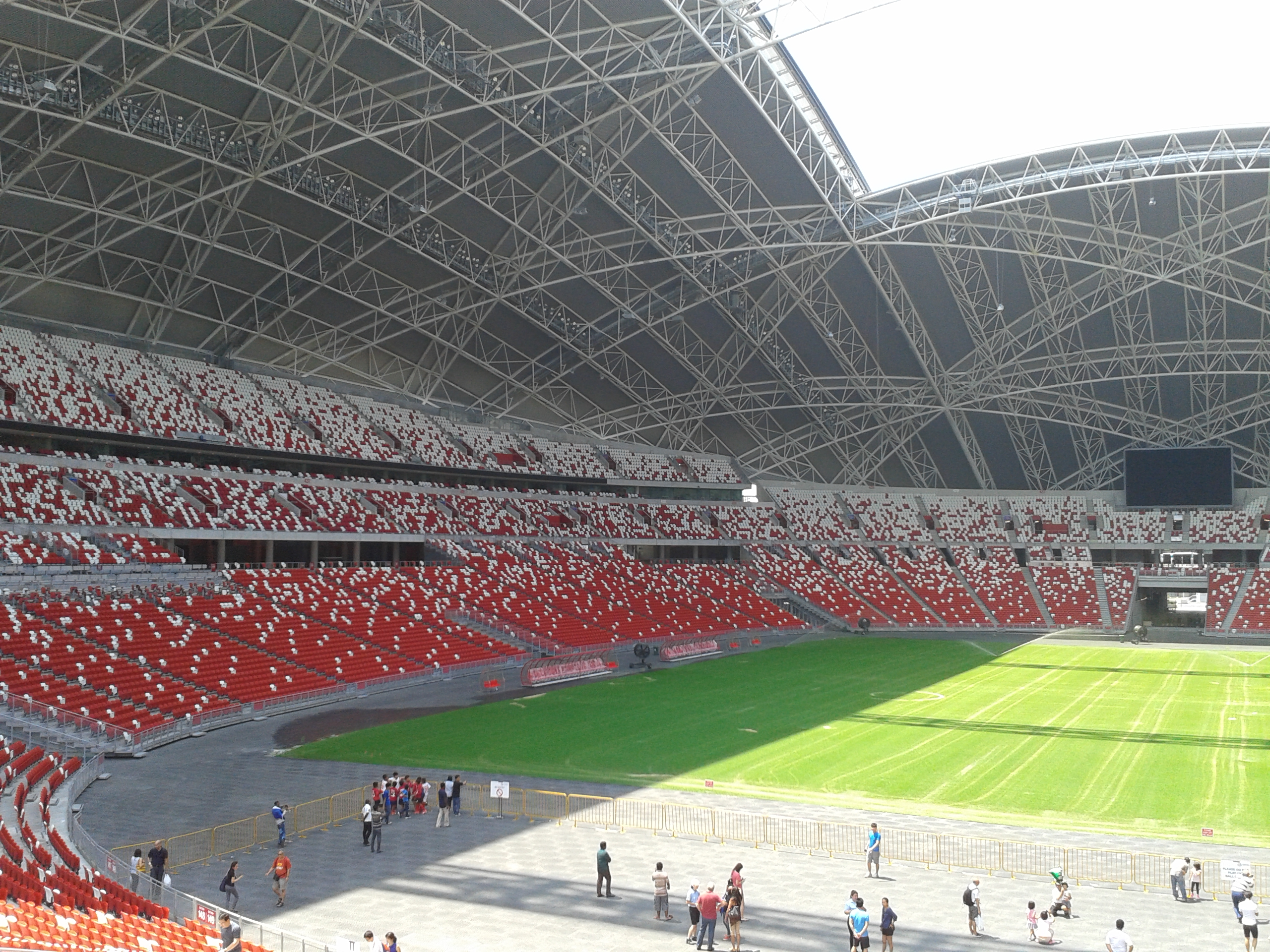
2024 : Stade national de Singapour.